# Písková Lhota (Nymburki járás)
Písková Lhota település Csehországban, a Nymburki járásban. Písková Lhota Vrbová Lhota, Poděbrady, Kostelní Lhota, Kovanice és Hořátev településekkel határos. Lakosainak száma 540 fő (2024. január 1.).

## Népesség
A település lakosságának változását az alábbi diagram mutatja:
| Lakosok száma | 670  | 701  | 620  | 531  | 461  | 404  | 449  | 465  | 501  | 540  |
|               | 1869 | 1890 | 1921 | 1950 | 1980 | 2001 | 2017 | 2019 | 2022 | 2024 |